# The Fish-Slapping Dance
The Fish-Slapping Dance é um sketch popular dos Monty Python, transmitido na série Monty Python's Flying Circus.